# Боннский Баховский хор
Боннский Баховский хор (нем. Bach Chor Bonn) — немецкий смешанный хор, исполняющий академическую музыку и базирующийся в Бонне. Был основан в 1949 г. Густавом Классенсом как Боннское Баховское общество (нем. Bonner Bach-Gemeinschaft), включавшее в свой состав также и оркестр.
Репертуар хора простирается от Иоганна Себастьяна Баха до поздних романтиков и включает преимущественно церковную музыку; всего за время существования хора в его репертуаре появлялись около 130 различных сочинений, в том числе 40 произведений Баха. Среди примечательных страниц его истории — в частности, исполнение «Немецкого реквиема» Иоганнеса Брамса в концерте, посвящённому 50-летию освобождения Освенцима (совместно с Симфоническим оркестром Краковской филармонии). Основные гастрольные маршруты хора пролегают по Франции и Италии.
Среди записей хора — реквиемы Луиджи Керубини и Антона Брукнера.

## Руководители хора
- Густав Классенс (1949—1971)
- Роланд Бадер (1972—1975)
- Херберт Эрмерт (1976—1990)
- Франц Ксавер Гардевег (1991—2006)
- Юрген Бёме (2007—2009)
- Хорст Майнардус (с 2010 г.)